# La Librairie
Pour plus de détails, voir Fiche technique et Distribution.
La Librairie (arabe : الكتبية, soit El kotbia) est un film tunisien réalisé par Nawfel Saheb-Ettaba, sorti en 2002.

## Synopsis
Après quelques années passées en France et aux Antilles, Jamil revient à Tunis où il prend en emploi dans une librairie du centre. Il est attiré par Aicha, qui a quinze ans de plus que lui, et mère de Tarak, le libraire.

## Fiche technique
- Titre : La Librairie
- Titre original : الكتبية (El kotbia)
- Réalisation : Nawfel Saheb-Ettaba
- Scénario : Nawfel Saheb-Ettaba
- Musique : Julien Ome et Kaies Sellami
- Photographie : Gilles Porte
- Montage : Nadia Ben Rachid et Mounira Bhar
- Production : Yvon Crenn et Ibrahim Letaïef (producteurs délégués)
- Société de production : Stratus Films
- Pays :  Tunisie,  France et  Maroc
- Genre : drame et romance
- Durée : 102 minutes
- Dates de sortie : 
  -  Tunisie : 2002

## Distribution
- Yadh Beji
- Martine Gafsi
- Ahmed Hafiane
- Amira Rezgui
- Hend Sabri

## Distinctions
Le film est présenté en sélection officielle lors de la Berlinale 2003 dans la section Panorama. Il est également présenté en sélection officielle en compétition au Festival du film de Tribeca 2003 et remporte le prix du meilleur africain au Festival des films du monde de Montréal 2003 (ex-aequo avec Le Soleil assassiné).